# Sista leken
Sista leken är en finländsk-svensk film från 1984 i regi av Jon Lindström och premiärvisades den 16 mars 1984 på biografen Filmstaden i Stockholm. I rollerna ses bland andra Sven Wollter, Karolina Korpioja och Aino Seppo.
Filmens förlaga var romanerna Agneta lumpsamlaren (1968) och Sista leken (1970) av Walentin Chorell, vilka omarbetades till filmmanus av Lindström tillsammans med Rita Holst och Mats Olof Olsson. 
Wollter belönades med en Guldbagge 1985 i kategorin "bästa skådespelare" för sina insatser i filmen. Filmen som helhet vann även förstapris vid en festival i Aix-en-Provence 1985. Den visades också vid filmfestivalen i Cannes.

## Handling
Lumpsamlaren Viktor reser runt och köper upp gamla saker. En resa tar honom till skärgården där han träffar en ung flicka och hennes familj. Viktor berörs av hennes familjesituationen som skuggas av faderns abnorma sexualdrift. I ett desperat försök att hjälpa flickan tar han livet av fadern och flyr därefter med flickan. Till slut förstår han att det är över och han fyller sina fickor med sten och det förmodas att han tar livet av sig.

## Rollista
- Sven Wollter – Viktor
- Karolina Korpioja – Agneta
- Aino Seppo – Agnetas mor
- Soli Labbart – Agnetas mormor
- Tomas Laustiola – Agnetas far
- Bibi Andersson – Viktors hustru
- Jacob Hirdwall – Viktors son
- Ulf Törnroth – bonden
- Toni Regnér – bondens hustru
- Kalevi Kahra – färjkarlen
- Christina Zalewski – redaränkan
- Gundel Henriksson – lotsgumman
- Ivar Rosenblad – kommissarien
- Roger Nikkanen – polisassistenten
- Gustav Wiklund – läkaren
- Asko Sarkola – pingstpastorn
- Kristina Nordberg – hovmästarinnan
- Sara Paavolainen
- Kari Heiskanen – kärleksparet
- Hans Grönvall – restaurangmusiker
- Rune Eriksson – restaurangmusiker
- Ralph Rosten – restaurangmusiker
- Jarle Aambø – stuntman

## Om filmen
Inspelningen ägde rum under 1983 där de exteriöra scenerna spelades in på Åland.

### Fotnoter
1. 1 2 3 4 5 6 7 8 9 10 11 12 13 14 15 16 17 18 19  Sista leken, Elonet, läs online, läst: 28 november 2022.[källa från Wikidata]
2. 1 2 3  Sista leken, Svensk Filmdatabas, läs online, läst: 28 november 2022.[källa från Wikidata]
3. 1 2 3 4  ”Sista leken”. Svensk Filmdatabas. http://sfi.se/sv/svensk-filmdatabas/Item/?itemid=14561&type=MOVIE&iv=Basic&ref=/templates/SwedishFilmSearchResult.aspx?id%3d1225%26epslanguage%3dsv%26searchword%3dsista+leke%26type%3dMovieTitle%26match%3dBegin%26page%3d1%26prom%3dFalse. Läst 17 maj 2013.